# Коледж святої Гільди

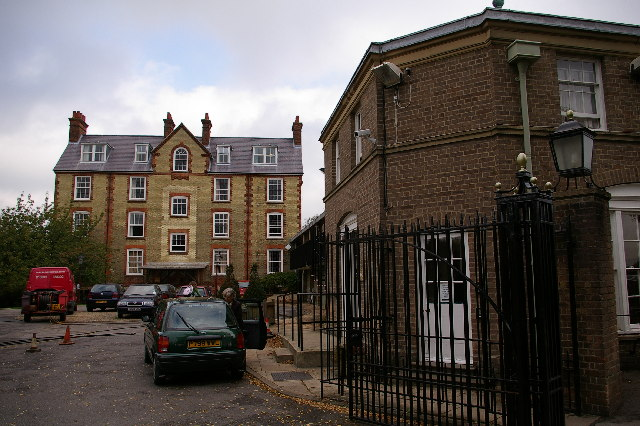
Зовнішній вигляд

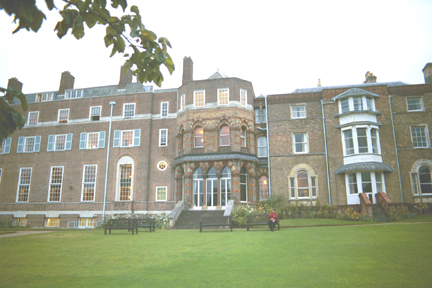
Внутрішнє подвір'я

Коледж Святої Гільди — один зі складових коледжів Оксфордського університету; він був заснований приблизно у 1893 році.

## Історія
Коледж Святої Гільди був спочатку заснований як жіночий коледж у 1893 році Доротеєю Біл, директоркою Жіночого коледжу Челтнема. Названий на честь засновниці монастиря, Святої Гільди з Вітбі. З 2008 року коледж відкритий для студентів чоловічої статі; раніше він був відкритий лише для жінок.

## Відомі викладачі
- Мері Беннетт
- Гелен Луїза Ґарднер, літературознавиця
- Елспет Кеннеді, медієвістка, романістка
- Барбара Левік, історикиня античності
- Берил Смоллі, історикиня

## Почесні члени
- Жаклін дю Пре
- Доріс Мері Стентон
- Розалін Турек

## Відомі колишні студенти
- Зейнаб Бадаві, британська телеведуча та ведуча новин суданського походження
- Сьюзен Блекмор, британська письменниця
- Д. К. Бростер, романіст
- Сьюзен Н. Браун (1937–2017), математик і професорка університету
- Сьюзен Ґрінфілд, британська дослідниця мозку, письменниця та член Палати лордів
- Каріна Ґулд, канадська політикиня
- Сьюзен Гаак, філософ
- Меґ Гіллієр, політикиня
- Вікторія Гіслоп, письменниця та журналістка
- Кетрін Гіт, романістка
- Гая бінт аль-Гуссейн, дочка покійного короля Йорданії Гусейна I.
- Беттані Г'юз, історикиня
- Дженні Джозеф, британська поетеса
- Аннеліз Доддс, британська політикиня
- Барбара Еверетт
- Фіона Калдікотт (1941–2021), британська лікарка-психіатр та викладачка університету
- Сюзанна Кларк, британська письменниця
- Венді Коуп, британська поетеса
- Сьюзен Крамер, баронеса Крамер, британська менеджерка та політикиня, членкиня Палати громад та Палати лордів
- Ніколя Лефану, британський композитор
- Герміона Лі, британська письменниця, біограф, критик та літературознавиця
- Сью Ллойд-Робертс, британська телевізійна журналістка
- Розалінд Майлз, акторка
- Вел Макдермід, шотландська авторка кримінальних романів
- Джульєт Е. МакКенна, британська авторка фентезі
- Марґарет Макміллан, канадська історикиня
- Гелен Міддлтон
- Кейт Міллетт, американська літературознавиця, письменниця, скульпторка та феміністка
- Кетрін Паркінсон, британська акторка
- Барбара Пім, британська письменниця
- Джилліан Роуз, британська філософиня та соціолог
- Жаклін Роуз, британська письменниця
- Шейла Ровботам, британська соціологиня та соціалістична феміністка
- Террі Сьюелл, американська політикиня
- Енн Твейт, письменниця-біограф
- Цуда Умеко, вчителька японської мови
- Емма Фолл, британська ілюстраторка птахів
- Вів'єн Фолл, єпископ Брістоля
- Івонн Фюрно, французька акторка
- Джилліан Шепард, британська політикиня

## Вебпосилання
- Офіційний веб-сайт (англійською)